# Superligaen 2025-26
Superligaen 2025-26 (officielt 3F Superliga) er den 36. sæson af den danske Superliga.
Superligaen styres af Divisionsforeningen.

## Hold
12 hold konkurrerer i ligaen. Top-ti holdene fra forrige sæson, vinderen og nummer to i 1. division 2024-25, som blev OB og FC Fredericia
Mestrene, oprykkerne og nedrykkerne findes senest i uge 21/2026, hvor sidste spillerunde afvikles.

## Deltagende klubber
| Klub            | By         | Stadion              | Kapacitet | 2024-25 placering |
| --------------- | ---------- | -------------------- | --------- | ----------------- |
| Sønderjyske     | Haderslev  | Sydbank Park         | 10.100    | 9                 |
| AGF             | Aarhus     | Ceres Park           | 19.433    | 6                 |
| Brøndby IF      | Brøndby    | Brøndby Stadion      | 28.000    | 3                 |
| F.C. København  | København  | Parken               | 38.065    | 1                 |
| FC Midtjylland  | Herning    | MCH Arena            | 11.800    | 2                 |
| FC Nordsjælland | Farum      | Right to Dream Park  | 9.900     | 5                 |
| FC Fredericia   | Fredericia | Monjasa Park         | 6.000     | 2 i 1. div        |
| Randers FC      | Randers    | Cepheus Park Randers | 12.000    | 4                 |
| Silkeborg IF    | Silkeborg  | JYSK Park            | 10.000    | 7                 |
| Viborg FF       | Viborg     | Energi Viborg Arena  | 10.000    | 8                 |
| OB              | Odense     | Odense Stadion       | 15.790    | 1 i 1. div        |
| Vejle Boldklub  | Vejle      | Vejle Stadion        | 10.060    | 10                |

### Personale og sponsorer ved turneringens begyndelse
| Hold            | Cheftræner          | Anfører            | Tøjsponsor | Hovedsponsor                   |
| --------------- | ------------------- | ------------------ | ---------- | ------------------------------ |
| AGF             | Jakob Poulsen       | Patrick Mortensen  | Craft      | Ceres                          |
| Brøndby IF      | Frederik Birk       |                    | Hummel     | Betano                         |
| F.C. København  | Jacob Neestrup      | Viktor Claesson    | Adidas     | Unibet                         |
| FC Midtjylland  | Thomas Thomasberg   | Mads Bech Sørensen | Puma       | Vestjysk Bank                  |
| FC Nordsjælland | Jens Fønsskov Olsen | Kian Hansen        | Nike       | DHL                            |
| Odense Boldklub | Alexander Zorniger  |                    | Hummel     | Albani                         |
| Randers FC      | Rasmus Bertelsen    | Wessel Dammers     | Puma       | Sparekassen Kronjylland, Verdo |
| Silkeborg IF    | Kent Nielsen        | Nicolai Larsen     | Adidas     | Jysk                           |
| Sønderjyske     | Thomas Nørgaard     | Rasmus Vinderslev  | Hummel     | Sydjysk Sparekasse             |
| Vejle Boldklub  | Ivan Prelec         | Thomas Gundelund   | Adidas     | Vestjysk Bank                  |
| Viborg FF       | Nickolai Lund       | Jeppe Grønning     | Capelli    | Peter Larsen Kaffe             |
| FC Fredericia   | Michael Hansen      |                    | Hummel     |                                |

## Mesterskabsspil
De seks øverst placerede klubber fra grundspillet placeres i mesterskabsspillet. Alle point og mål fra grundspillet tages med videre. Der spilles alle mod alle ude og hjemme, så hver klub spiller 10 kampe. Klubben der ender øverst udnævnes til danmarksmester.

## Nedrykningsspil
De seks nederst placerede klubber fra grundspillet placeres i kvalifikationsspillet. Alle point og mål fra grundspillet tages med videre. Der spilles alle mod alle ude og hjemme, så hver klub spiller 10 kampe. Klubben der ender øverst spiller en play-off kamp mod nummer tre eller fire fra mesterskabsspillet om en plads i UEFA Conference League, dette afhænger af udfaldet af DBU Pokalen. De to nederste hold rykker direkte ned i 1. division.

## UEFA Europa Conference League Playoff
Det vindende hold fra nedrykningsspillet vil gå videre til en UEFA Europa Conference League Playoff-kamp, hvor de skal møde nummer tre fra mesterskabsslutspillet.